# Краснополье (Баштанский район)
Краснополье (укр. Краснопілля; до 2024 года — Червонополье) — село в Баштанском районе Николаевской области Украины.
Основано в 1924 году. Население по переписи 2001 года составляло 217 человек. Почтовый индекс — 56200. Телефонный код — 5168. Занимает площадь 0,662 км².

## Местный совет
56200, Николаевская обл., Баштанский р-н, пгт Баштаное, пл. Соборно-Николаевская, 10